# Blowfly
Clarence Henry Reid (Cochran, Geòrgia, 14 de febrer de 1939 - 17 de gener de 2016) va ser un músic, compositor i productor musical nord-americà, conegut pel seu nom artístic Blowfly. Durant els anys 1960 i 1970 Reid va escriure i va produir per a artistes com Betty Wright, Sam & Dave, Gwen McCrae, Jimmy "Bo" Horne, Bobby Byrd, i KC & the Sunshine Band. Durant aquest període també va ser artista musical, tallant moltes de les seves pròpies cançons, incloent "Nobody But You Babe".
El 12 de gener de 2016, El bateria de Blowfly "Uncle", Tom Bowker va anunciar en un comunicat a través de Facebook que Blowfly Reid sofria de càncer de fetge en etapa terminal i havia estat admès en un centre de cures pal·liatives a Florida. Segons Bowker, el cantant llançaria el seu últim LP - titulat 77 Trombons - al febrer de 2016.
El 17 de gener de 2016, una nova actualització a la pàgina de Blowfly en Facebook va anunciar la mort de Reid.

## Discografia
Àlbums com a Clarence Reid
- Dancin' with Nobody But You Babe (1969)
- Running Water (1973)
- On the Job (1976)

Àlbums com a Blowfly
- The Weird World of Blowfly (1971)
- Blow Fly on TV (1974)
- Zodiac Blowfly (1975)
- Oldies But Goodies (1976)
- Blowfly's Disco Party (1977)
- At the Movies (1977)
- Porno Freak (1978)
- Zodiac Party (1978)
- Blowfly's Party (1980)
- Rappin' Dancing & Laughin (1981)
- Butterfly (1981)
- Fresh Juice (1983)
- Electronic Banana (1985)
- On Tour 1986 (1986)
- Blowfly and the Temple of Doom (1987)
- Blowfly for President (1988)
- Freak Party (1989)
- Twisted World of Blowfly (1991)
- 2001: A Sex Odyssey (1996)
- Analthology: The Best of Blowfly (1996)
- Blowfly Does XXX-Mas (1999)
- Fahrenheit 69 (2005)
- Blowfly's Punk Rock Party (2006)
- Superblowfly (2007)
- Live At the Platypussery (2008)
- Black in the Sack (2012)
- 7 Rusty Trombones (2016)